# Религия в Чешире
Среди всех религиозных общин Чешира преобладает христианство, и в частности англиканство. В переписи 2001 года лишь 1/5 жителей были записаны как неверующие, либо как не указавшие свою религию. Граница Честерской епархии англиканской церкви в настоящее время наиболее точно следует за границей графства Чешир, существовавшей до 1974 года, поэтому она включает в себя весь Виррал, большую часть Стокпорта и сам Чешир, а также территорию совета сельского округа Тинтвистл. С точки зрения управления римско-католической церковью, большая часть Чешира попадает в Римско-католическую епархию Шрусбери. Графство имеет немного более высокую долю христиан, чем остальная часть северо-запада Англии.
В Чешире существует мусульманская организация под названием «Исламский форум Чешира», которая связана с Мусульманским советом Британии.
До конца Второй мировой в графстве действовало несколько еврейских иудейских конгрегаций, некоторые из которых были созданы иностранными эвакуированными сообществами из оккупированной Европы. Единственная, что осталась сейчас — это еврейская конгрегация Честера. В Чешире также есть еврейская начальная школа под названием Еврейская начальная школа в Северном Чешире.
Функционируют несколько буддийских центров, в том числе Кагью и центр буддийской медитации Одийана, который проводит занятия по всему графству.
В Уоррингтоне есть сикхская Гурдвара, называемая Храм Гуру Нанак Гурдвара Сикх, построенная индийской общиной.

## Статистика
Согласно переписи 2001 года, религиозный состав Чешира по районам был таким:
| Религия        | Честер         | Конглтон       | Крю и Нантвич  | Порт Элсмир и Нестон | Маклсфилд       | Вэйл Роял       | Общее           |
| -------------- | -------------- | -------------- | -------------- | -------------------- | --------------- | --------------- | --------------- |
| Христианство   | 92,377 (78.1%) | 73,844 (81.5%) | 89,080 (80.2%) | 67,396 (82.5%)       | 119,508 (79.6%) | 100,208 (82.1%) | 542,413 (80.5%) |
| Буддизм        | 236 (0.2%)     | 107 (0.1%)     | 151 (0.1%)     | 108 (0.1%)           | 292 (0.2%)      | 200 (0.2%)      | 1,091 (0.2%)    |
| Индуизм        | 206 (0.2%)     | 97 (0.1%)      | 129 (0.1%)     | 65 (0.1%)            | 391 (0.3%)      | 123 (0.1%)      | 1,010 (0.1%)    |
| Иудаизм        | 132 (0.1%)     | 52 (0.1%)      | 48 (0.0%)      | 40 (0.0%)            | 459 (0.3%)      | 52 (0.0%)       | 798 (0.1%)      |
| Ислам          | 630 (0.5%)     | 154 (0.2%)     | 459 (0.4%)     | 212 (0.3%)           | 767 (0.5%)      | 211 (0.2%)      | 2,433 (0.4%)    |
| Сикхизм        | 65 (0.1%)      | 34 (0.0%)      | 46 (0.0%)      | 27 (0.0%)            | 86 (0.1%)       | 73 (0.1%)       | 333 (0.0%)      |
| Другие религии | 197 (0.2%)     | 141 (0.2%)     | 165 (0.1%)     | 62 (0.1%)            | 283 (0.2%)      | 176 (0.1%)      | 1033 (0.2%)     |
| Не верующие    | 15,342 (13.0%) | 10,389 (11.5%) | 13,222 (11.9%) | 8,340 (10.2%)        | 19,146 (12.8%)  | 13,315 (10.9%)  | 79,754 (11.8%)  |
| Не указано     | 9,024 (7.6%)   | 5,828 (6.4%)   | 7,707 (6.9%)   | 5,407 (6.6%)         | 9,225 (6.1%)    | 7,732 (6.3%)    | 44,923 (6.7%)   |